# Uranodoxa longicornis
Uranodoxa longicornis är en fjärilsart som beskrevs av Butler 1887. Uranodoxa longicornis ingår i släktet Uranodoxa och familjen mätare. Inga underarter finns listade i Catalogue of Life.